# Горобець абдалькурійський
Горобець абдалькурійський (Passer hemileucus) — вид горобцеподібних птахів родини горобцевих (Passeridae).

## Поширення
Ендемік острова Абд-ель-Курі на північному заході Індійського океану (острів належить до Ємену). За оцінками, популяція птаха становить не більше 1000 особин.